# 阿霍恩阿爾普山
47°02′50″N 7°52′12″E / 47.047180°N 7.870040°E

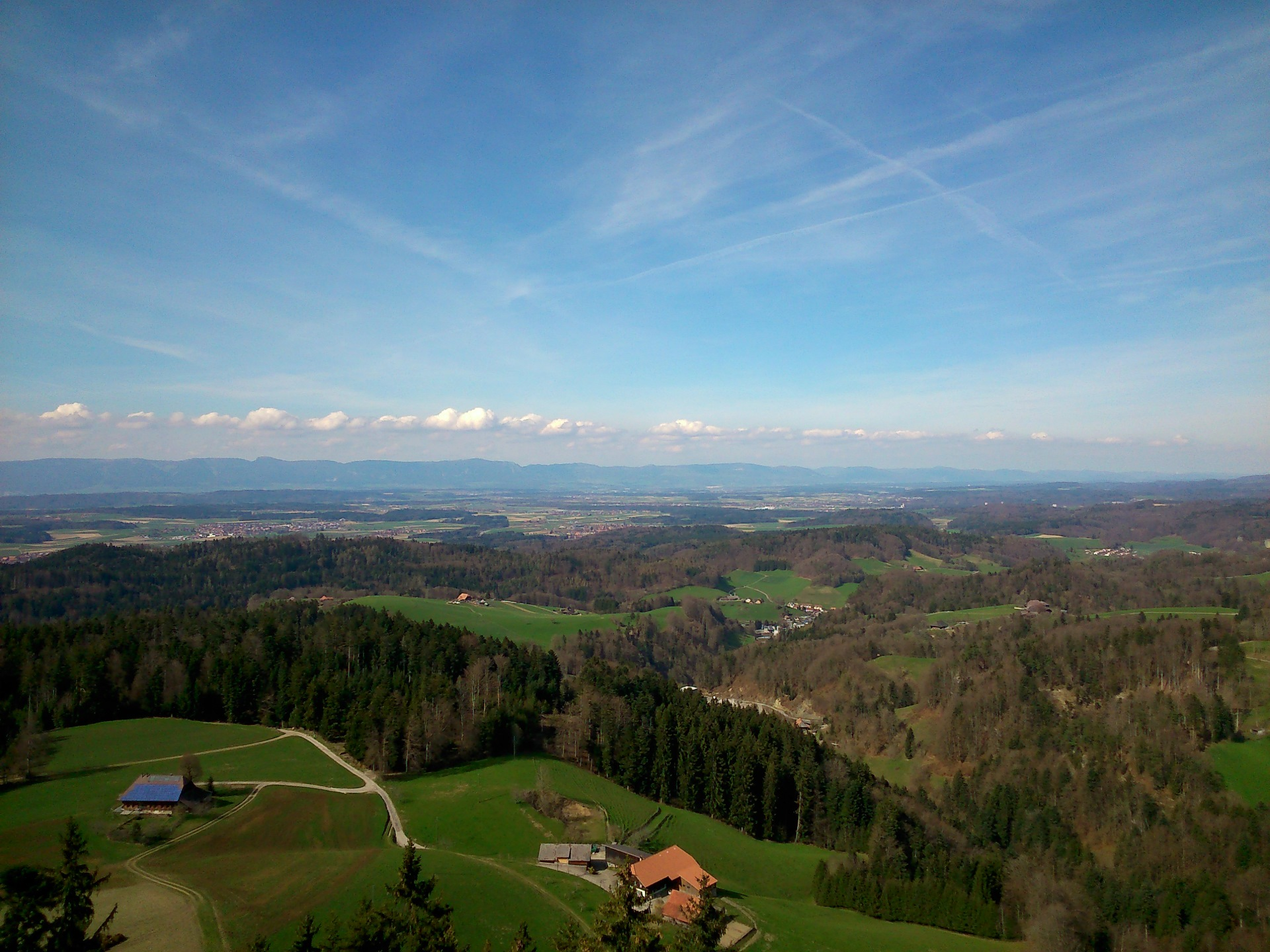

阿霍恩阿爾普山（Ahorn-Alp），是瑞士的山峰，位於該國中部，由盧塞恩州負責管轄，距離伯爾尼30公里，海拔高度1,140米，每年平均降雨量1,703毫米。